# Samohybný protiletadlový dvojkanón vz. 53/59
30mm protiletadlový dvojkanón vz. 53/59 (PLdvK vz. 53/59), zvaný „Ještěrka“ je československá protiletadlová zbraň, zavedená roku 1959 do výzbroje Československé lidové armády (ČSLA). Umožňuje střelbu na vzdušné a pozemní cíle při jízdě, i po zastavení vozidla. Kanónová lafeta je navíc snímatelná a lze z ní vést palbu i po složení na zem. Kanóny tvořily výzbroj protiletadlových dělostřeleckých baterií motostřeleckých a tankových pluků ČSLA. Ve velkém množství byly exportovány do Jugoslávie. Systém byl ekvivalentem sovětského kompletu ZSU-57-2. Rychle však zastaral, neboť postrádal přístroje pro nasazení v noci a za špatného počasí.

## Vývoj

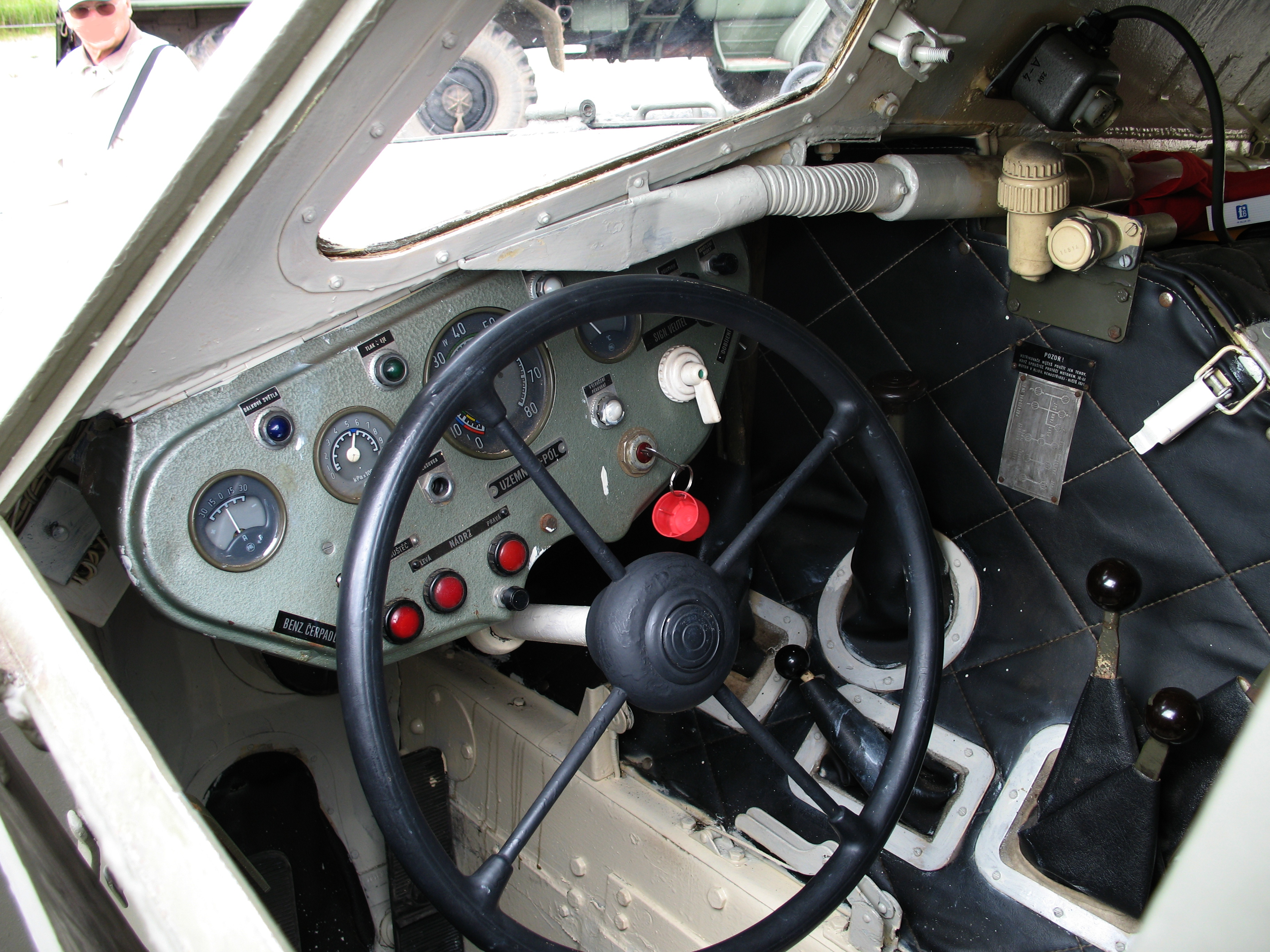
Interiér - místo řidiče

Po druhé světové válce ministerstvo obrany požadovalo vývoj 30mm protiletadlového dvojkanónu na čtyřkolové lafetě. Zbrojovka Brno upravila protiletadlový kanón ZK 414, vyvíjený za války pod označením ZB 303 pro německé ponorky. Zbraň byla zavedena jako 30mm protiletadlový dvojkanón vz. 53 (PLdvK vz. 53). Nedostatkem zbraně byla nedostatečná pohyblivost a malá pohotovost střelby za chodu. Proto byl roku 1954 zahájen vývoj samohybné verze kanónu. Návrh v roce 1957 připravil Vědecko-výzkumný tankový polygon Doksy. Dvojkanón umístil na podvozek nákladního automobilu Praga V3S. Dva demonstrátory byly testovány v červenci a srpnu 1958. V roce 1959 byl systém přijat do výzbroje armády pod označením 30mm protiletadlový dvojkanón vz. 53/59. Závod Trenčín-Kubrá v letech 1959–1961 vyrobil 950 systémů PLdvK vz. 53/59. Na počátku 60. let 250 systémů koupila Jugoslávie. Na počátku 70. let byla ve Škodě Plzeň obnovena výroba vylepšené verze 30mm PLdvK vz. 53/59B, přičemž Jugoslávie odebrala 500 kusů.
Samohybný protiletadlový dvojkanón vz. 53/59 byl vyráběn v letech 1959–1962 v závodě Praga Letňany (podvozek), Závodech Říjnové Revoluce Vsetín (zbraň) a v Závodech K. J. Vorošilova Dubnica (montáž).

## Konstrukce

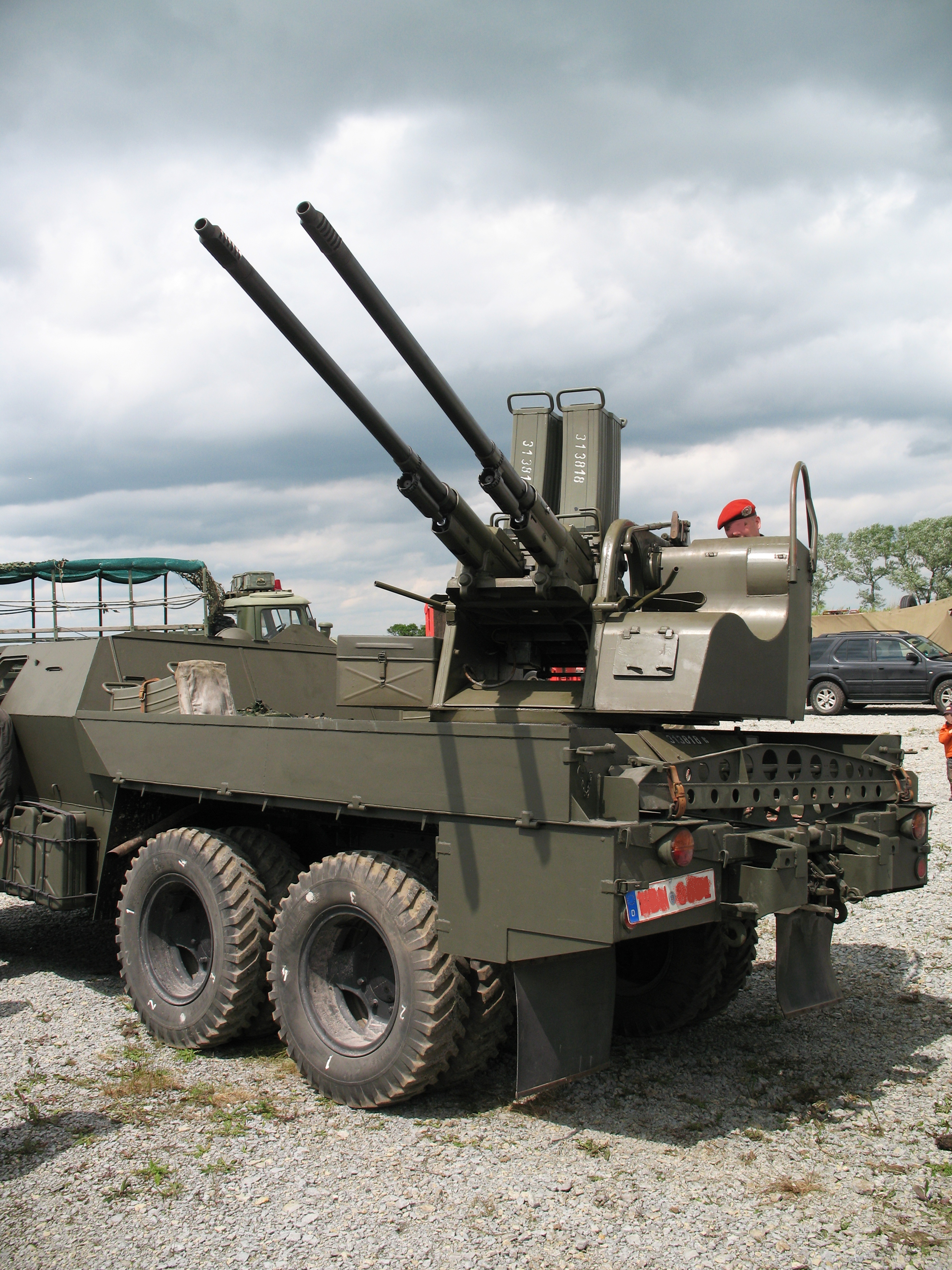
Detail zadní části s kanóny

Systém konstrukčně vychází z taženého protiletadlového dvojkanónu vz. 53. Dvojkanón je umístěn na podvozku (6×6) automobilu Praga V3S. Stejný je i motor. Podvozek je opatřen lehkou nízkou pancéřovanou karosérií, která osádku chránila proti střepinám a částečně i proti palbě z ručních zbraní. Ocelové pancéřování má sílu deset milimetrů na čele a šest milimetrů na bocích. Osádka byla pětičlenná. V přední části kabiny seděli řidič a dělovod (velitel), v zadní části kabiny byli dva nabíječi a pracoviště střelce bylo ve zvláštní kabince u zbraně. Vozidlo bylo vybaveno radiostanicí RF-11M.
Lafeta s kanóny je konstruována jako snímatelná, což umožňuje použití tohoto systému ve stacionárním provedení. Z korby mohla být spuštěna po dvou rampách pomocí navijáku. Kanóny mají odměr celých 360° a náměr v rozsahu od −2° do +85°. Dálkový dosah střelby byl 3000 m na vzdušné a 2000 m na pozemní cíle. K ničení vzdušných cílů primárně sloužila tříštivo-trhavá munice a proti pozemním cílům mohla být použita i munice průbojná. Celková zásoba munice byla 800 nábojů. Polovina se nacházela přímo v zasouvatelných zásobnících po padesáti nábojích. Zbytek byl uložen ve schránkách. K zaměřování nejprve sloužil kruhový zaměřovač s muškou a dalekohled.

## Verze
- 30mm PLdvK vz. 53/59 – Základní verze zavedená roku 1959.[2]
- 30mm PLdvK vz. 53/59B – Nová radiostanice VXW 100 a vnitřní komunikační systém.[2]
- 30mm PLdvK vz. 53/59M – Nový zaměřovač vzor 61 s integrovaným dalekohledem a záměrnými kruhovými destičkami.[3]

## Uživatelé
- Bosna a Hercegovina – Část jugoslávských systémů.
- Česko – Vyřazeny 31. prosince 2003.[3]
- Československo – Hlavní uživatel. Odebráno asi 900 systémů.[2] Po rozpadu země vozidla získaly armády nástupnických států.[3]
- Konžská demokratická republika – Nejméně jedno vozidlo, pravděpodobně z Jugoslávie.[2]
- Chorvatsko – Část jugoslávských systémů.
- Irák – V 70. letech dodáno menší množství vozidel.[2]
- Jugoslávie – Největší zahraniční uživatel. Odebráno 789 kusů, z toho 539 nově vyrobených.[2] Po rozpadu země zařazeny i do armád nástupnických států.[3]
- Libye – Zakoupeno 110 kusů.[2]
- Slovinsko – Část jugoslávských systémů.
- Srbsko – Část jugoslávských systémů.
- Sýrie – V 70. letech dodáno menší množství vozidel.[2]

## Nasazení

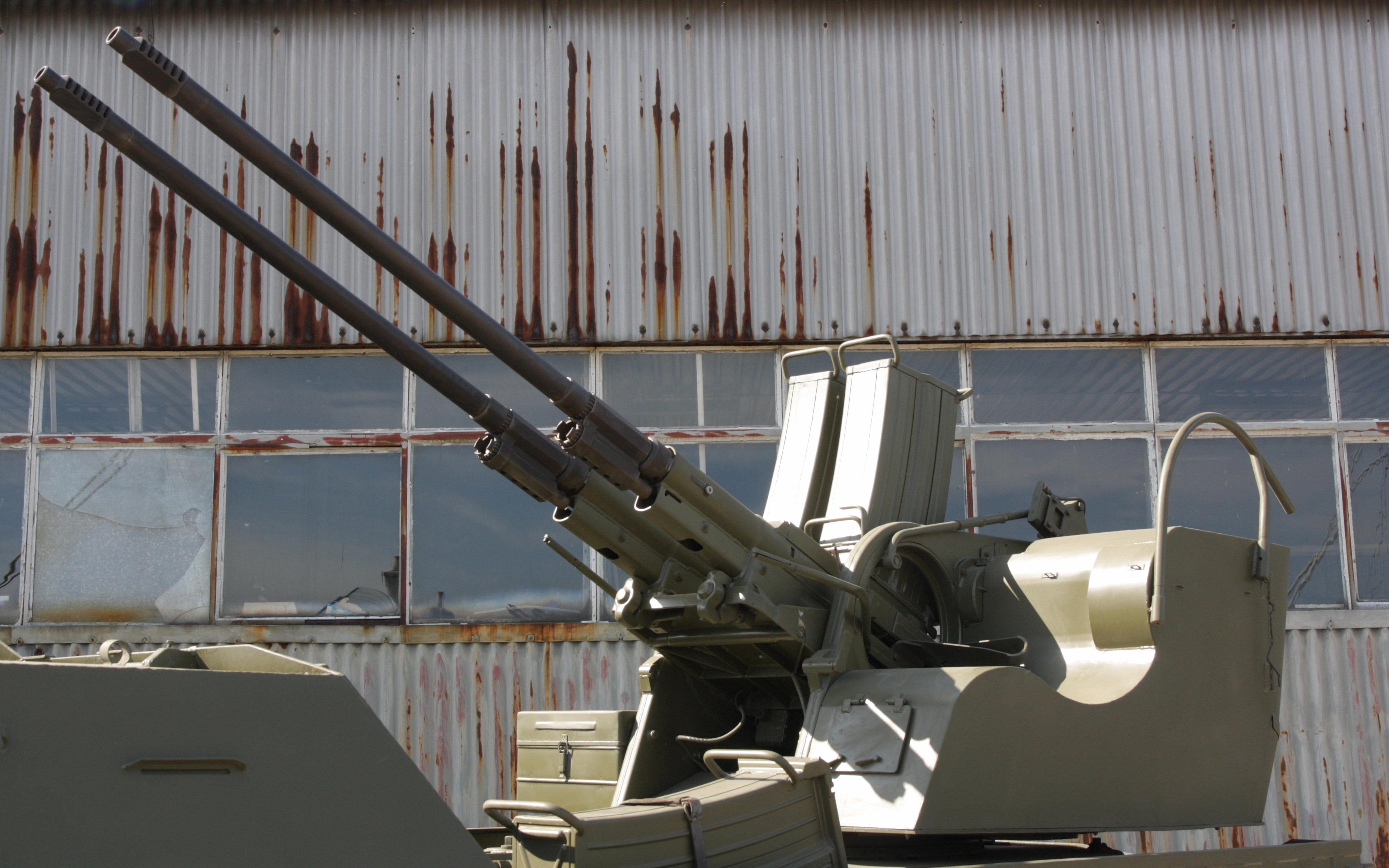
Detail výzbroje

Libyjské systémy mohly být nasazeny v Čadu. Jugoslávská vozidla byla za občanské války v letech 1991–1995 nasadily armády Srbů, Chorvatů i Slovinců. Používány byly především proti pozemním cílům. Zaznamenán je jeden sestřel chorvatského stíhacího letounu MiG-21 srbským protiletadlovým systémem.
Svazová republika Jugoslávie systémy nasadila i za proti letounům NATO nasazeným roku 1999 v rámci Operace Spojenecká síla. Některé byly improvizovaně upraveny pro odpalování leteckých protiletadlových řízených střel. Dvě mírně odlišné verze vypouštěly rakety Vympel R-60, nebo Vympel R-73. Jednomu takto upravenému vozidlu se nad Kosovem podařilo poškodit americký bitevní letoun A-10 Thunderbolt II.
V listopadu 2012 bylo zaznamenáno nasazení Ještěrky v Demokratické republice Kongo. Rebelové ze skupiny Hnutí 23. března minimálně jedno vozidlo nasadili při obsazování města Goma.

## Dochované kusy
- Imperial War Museum, Duxford
- Vojenský historický ústav Praha získal v roce 2005 systém PLdvK vz. 53/59 bezúplatným převodem od Vojenského útvaru 3928 Stříbro.[1]
- Vojenské muzeum Piešťany[2]

## Technické údaje
- Obsluha: 5 osob (řidič, dělovod, dva nabíječi, střelec)
- Podvozek: Praga V3S (6×6)
- Bojová hmotnost: 10,3 t[1]
- Délka: 6910 mm[1]
- Šířka: 2350 mm[1]
- Výška: 2950 mm[1]
- Světlá výška: 400 mm[1]
- Výkon motoru: 81 kW
- Měrný výkon: 7,8 kW/t
- Maximální rychlost: 60 km/h[1]
- Maximální dojezd: 500 km[1]
- Překročivost: 0,7 m
- Brodivost: 0,8 m
- Výstupnost: 0,46 m
- Maximální úhel stoupání: 60 %
- Maximální úhel bočního náklonu: 30 %
- Výzbroj: 2× 30mm kanón
- Zásoba munice: 800 ran (400 nábojů v 8 zásobnících po 50 nábojích, 400 nábojů v truhlících)[3]
- Rychlost střelby 650 ran/min[1]
- Praktická rychlost střelby: 150 ran/min (tzn. 75 ran/min na jednu hlaveň – rychleji vyměňovat 85 kg vážící zásobníky nešlo)
- Účinný dostřel: na cíle letící rychlostí až 1 260 km/h
- Dálkový dosah (vzdušné/pozemní cíle): 3000 m/2000 m[1]
- Výškový dosah: 3000 m
- Motor: Tatra T 912, vzduchem chlazený, řadový šestiválcový čtyřdobý vznětový motor, OHV
- Výkon: 72 kW (98 k)
- Maximální rychlost: 60 km/h
- Spotřeba paliva: 32 l/100 km
- Čelní pancíř: 10 mm
- Boční pancíř: 6 mm